# Zvezda (ISS)

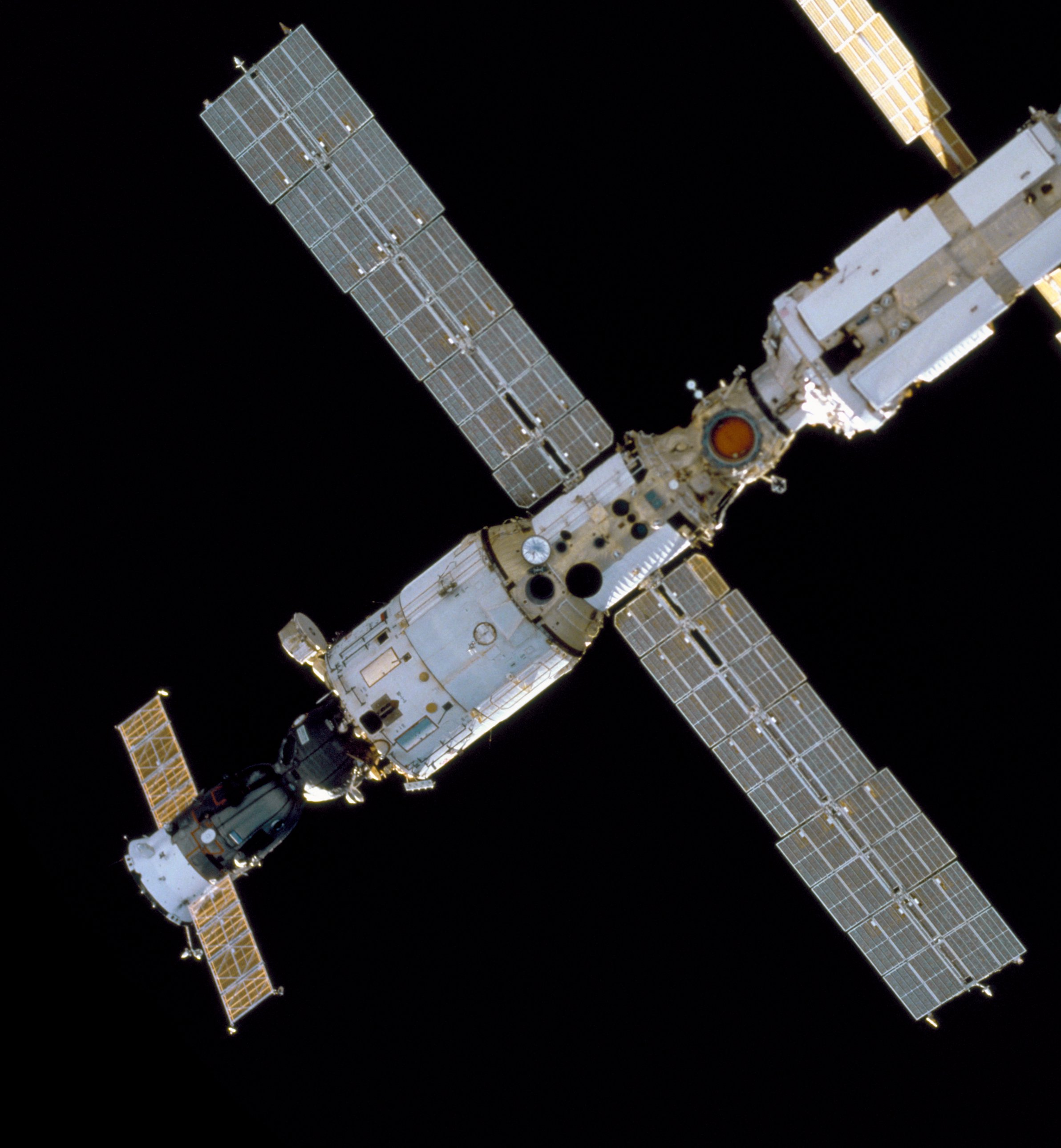
La navetta Progress (a sinistra) attraccata al modulo Zvezda

Zvezda (in russo Звезда?, "stella"), conosciuto anche come Service Module, o DOS-8, è il terzo modulo lanciato per costruire la Stazione spaziale internazionale. Il modulo forniva i principali sistemi di supporto vitale della stazione per quattro astronauti. Costituisce il modulo centrale della sezione di competenza russa.
Zvedza è stato prodotto dalla S.P. Korolëv RSC Ėnergija e attualmente è l'unico modulo di totale proprietà russa (Zarja è stato costruito in Russia ma è stato finanziato dagli Stati Uniti d'America). Il modulo è stato lanciato con un razzo Proton il 12 luglio 2000 e si è agganciato al modulo Zarja il 26 luglio.

## Progetto
Il modulo Zvezda è costituito da un compartimento cilindrico dove gli astronauti lavorano e soggiornano, una "camera di trasferimento" che possiede un portello di aggancio, un compartimento non pressurizzato, chiamato "Assembly Compartment", che circonda la camera di trasferimento e un compartimento sferico con tre portelli di aggancio. Questa struttura, che aveva il nome "DOS-8", venne costruita originalmente a metà degli anni ottanta per essere il nucleo della stazione spaziale Mir-2. Il modulo Zvezda è infatti simile al modulo base ("DOS-7") della stazione spaziale Mir.
Il compartimento di trasferimento ha dei portelli di aggancio per la Science Power Platform e lo Universal Docking Module. Attualmente il portellone inferiore contiene il compartimento di aggancio russo, mentre l'altro non è utilizzato. Anche se potrebbe essere utilizzato come camera di compensazione, non è mai stato impiegato in tal senso poiché se il portello cedesse o avesse una perdita non sarebbe possibile raggiungere il resto della stazione. Quando giungerà a bordo il Multipurpose Laboratory Module, due astronauti della Expedition 18 rimuoveranno il Docking Compartment, riposizionandolo sul portello inferiore del modulo e installeranno il laboratorio e lo European Robotic Arm.
L'"Assembly Compartment" contiene equipaggiamento esterno come propulsori, antenne e serbatoi di combustibile. La camera di trasferimento è attrezzata con sistemi per l'attracco automatizzato che vengono impiegati con le navette Sojuz e Progress.
Il modulo Zvezda contiene alloggiamenti per due cosmonauti, alcuni attrezzi per gli esercizi ginnici forniti dalla NASA, un gabinetto e una cucina con un refrigeratore e un congelatore. Contiene i computer russi primari per la guida e la navigazione. Possiede in totale 14 finestrini — tra essi tre finestrini da 23 cm nel compartimento di trasferimento e un finestrino da 41 cm nel compartimento principale.
Il modulo contiene anche il sistema Elektron che sottopone ad elettrolisi l'umidità condensata e le acque di scarico per ottenere idrogeno ed ossigeno. L'idrogeno viene espulso nello spazio, mentre l'ossigeno viene immesso nel sistema di ventilazione. Il sistema Elektron ha richiesto in passato molta manutenzione, con vari malfunzionamenti che hanno costretto l'equipaggio ad utilizzare generatori di ossigeno chimici (chiamate genericamente "Candele ad ossigeno", che causarono un incendio a bordo della Mir) durante i periodi di inattività più prolungati. Nel modulo è presente anche il sistema Vozduch, che rimuove l'anidride carbonica dall'aria respirabile tramite l'uso di assorbitori rigenerabili di anidride carbonica.
Sono presenti 16 razzi più piccoli e due razzi più grandi per la propulsione e otto batterie per l'immagazzinamento dell'energia.
Il modulo Zvezda è stato criticato per la sua eccessiva rumorosità e sono stati osservati gli astronauti indossare al suo interno dei tappi per le orecchie.

## Connessione alla ISS

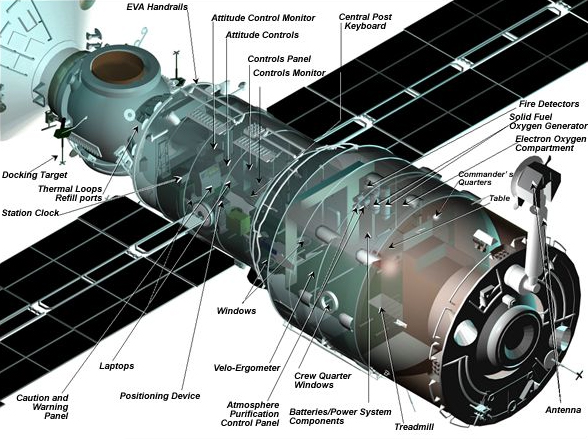
Diagramma del modulo Zvezda

A causa dei problemi finanziari del programma spaziale russo, il modulo Zvezda venne lanciato senza assicurazioni. Per questo motivo la NASA costruì un modulo sostitutivo chiamato Interim Control Module da impiegare se i ritardi fossero diventati eccessivi o il modulo russo fosse stato distrutto durante il lancio.
Il 26 luglio 2000 il modulo Zvezda, con l'aggancio al portello di attracco posteriore del modulo Zarja, divenne il terzo componente della Stazione spaziale internazionale, visto che Zarja era già stato collegato al modulo Unity statunitense. Qualche giorno dopo, i computer del modulo Zarja trasferirono le funzioni di comando ai computer del modulo Zvezda.
L'11 settembre 2000 due membri dell'equipaggio della missione STS-106 completarono le connessioni tra i moduli Zvezda e Zarja durante un'attività extraveicolare di 6 ore e 14 minuti.
Gli astronauti Ed Lu e Jurij Malenčenko collegarono in totale 9 cavi tra i due moduli: quattro cavi elettrici, quattro cavi audio/video e un cavo di telemetria a fibre ottiche. Il giorno successivo, alle 18:20 UTC, l'equipaggio dello Space Shuttle entrò nel modulo per la prima volta.
Il modulo Zvezda fornì i primi alloggi per l'equipaggio, un sistema di supporto vitale, un sistema di comunicazione (costituito da una rete locale Ethernet a 10 Mbit/s), oltre alla distribuzione elettrica, ad un sistema di elaborazione dati, ad un sistema di controllo di volo e di propulsione.
Questi sistemi sono stati completati in seguito da altri componenti della stazione.
I due propulsori principali del modulo possono essere utilizzati per correggere periodicamente l'orbita della stazione aumentando la sua altezza. Questa operazione è stata effettuata per la prima volta il 25 aprile 2007.

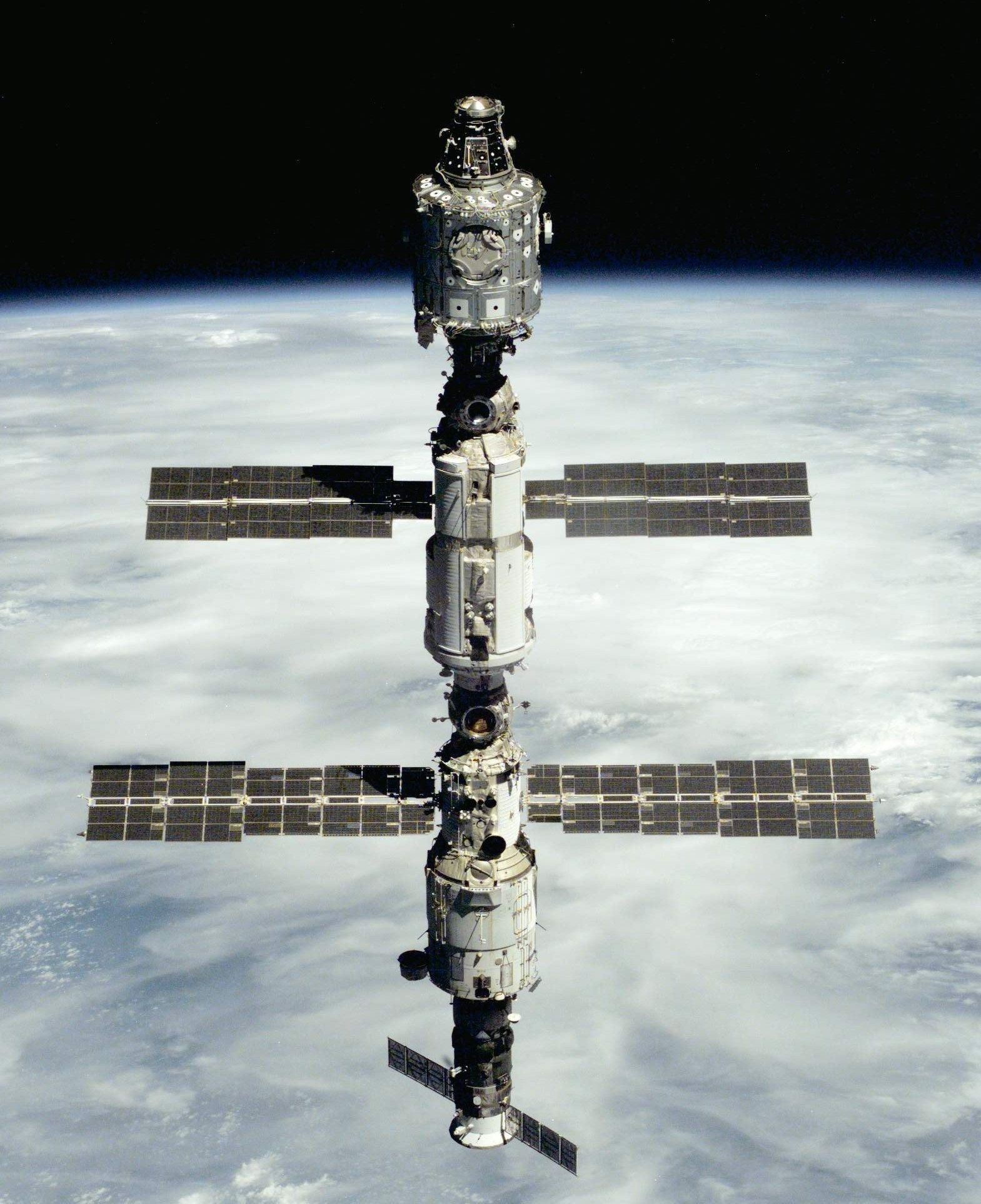
I tre moduli Unity (in alto), Zarja (al centro) e Zvezda (in basso) ripresi dall'equipaggio della missione STS-106

## Specifiche
- Lunghezza: 13,1 m
- Diametro: 4,15 m
- Larghezza: 29,7 m (con i pannelli solari)
- Massa: 19051 kg